# 옹게어
옹게어(Onge, Önge)는 인도령 안다만 제도 남부의 소안다만섬에 사는 옹게족이 사용하는 토착 언어로, 자라와어와 함께 옹게어족의 알려진 단 2개 언어 중 하나가 된다.
과거 옹게어는 소안다만섬 전역과 북쪽의 일부 작은 섬들에 걸쳐 사용되었으며, 어쩌면 소안다만섬의 남쪽 끝에서도 사용되었을 수 있다. 19세기 중반부터 영국의 식민화와 인도인의 대량 유입으로 화자는 꾸준히 감소했지만, 최근에는 미미하게 증가하는 추세이다. 2006년 기준 옹게어 모어 화자의 수는 94명에 불과하며 소안다만섬 북동쪽의 한 정착지에 국한되어 있다. 현재 심각한 소멸위기언어이다.

## 참고문헌
- Blevins, Juliette (2007), “A Long Lost Sister of Proto-Austronesian? Proto-Ongan, Mother of Jarawa and Onge of the Andaman Islands”, 《Oceanic Linguistics》 46 (1): 154–198, doi:10.1353/ol.2007.0015, S2CID 143141296